# Noman Baru
Noman Baru is een bestuurslaag in het regentschap Musi Rawas van de provincie Zuid-Sumatra, Indonesië. Noman Baru telt 1897 inwoners (volkstelling 2010).